# 魅族Pro 6 Plus

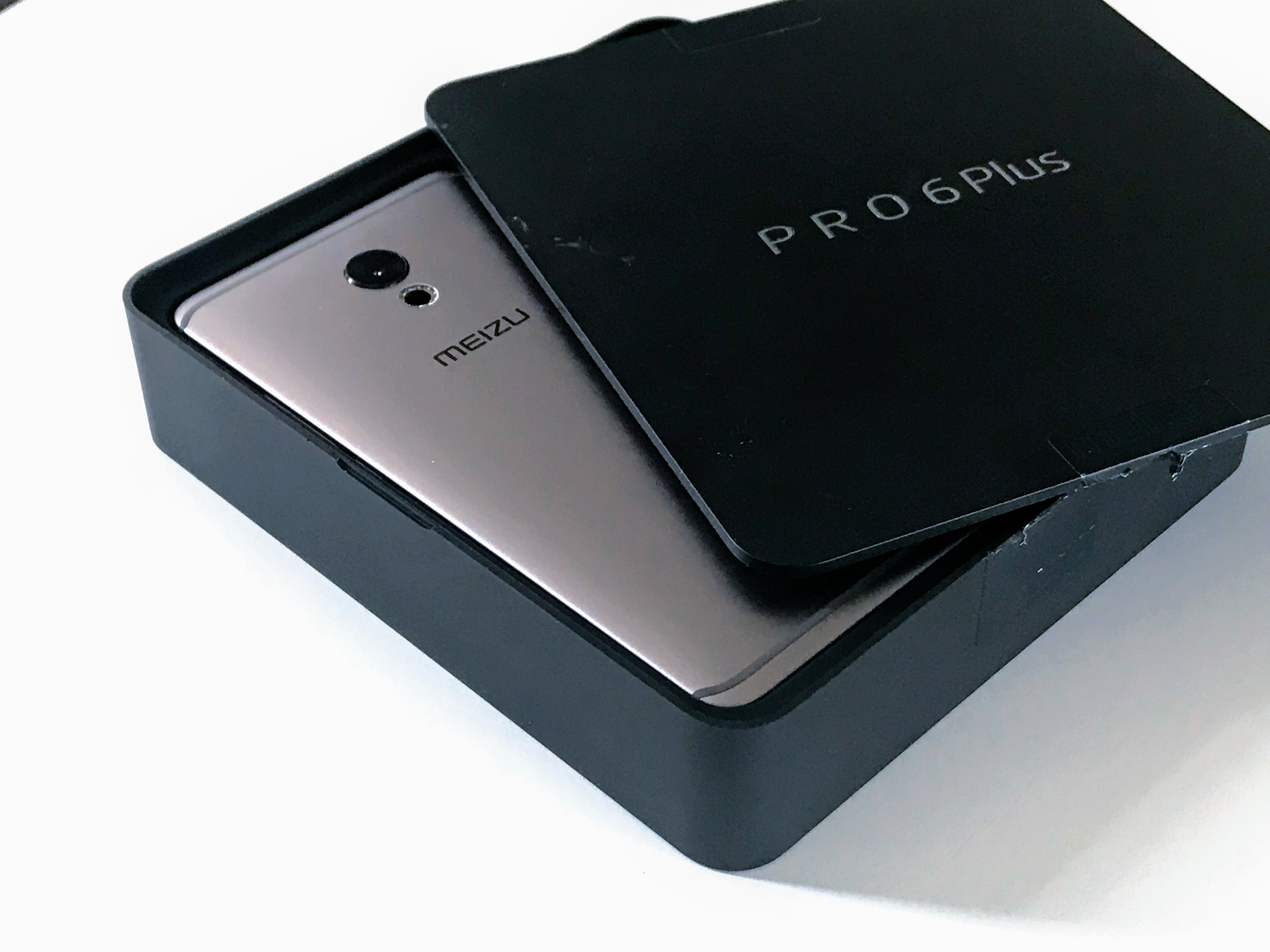
魅族 Pro 6 Plus

魅族PRO 6 Plus是魅族科技设计、生产并发布的一款智能手机，于2016年12月3日发布，使用基于安卓底层定制的Flyme 6操作系统，是魅族科技2016年的最后一款旗舰机。
魅族PRO 6 Plus提升了单手握持体验，背部环形闪光灯继承魅族PRO 6系列的一贯设计，隐藏式“一刀切”天线、mback腰圆键操作等。

## 硬件及设计
魅族PRO 6 Plus使用与三星Galaxy S8相同的三星猎户座8890处理器，64GB版采用ARM Mali-T880 MP10 GPU，128GB版采用ARM Mali-T880 MP12 GPU，高速LPDDR4 4GB运存使PRO 6 Plus在安兔兔跑分上跑出111,000分的成绩。
背部摄像头采用1200万索尼IMX386 CMOS，搭载4轴OIS光学防抖，一体式激光辅助对焦，前置500万镜头。
PRO 6 Plus搭载5.7英寸大屏幕，分辨率2K，搭载3D Press和心率检测功能。